# L (Ariete)
L è un singolo della cantante italiana Ariete pubblicato il 29 settembre 2021 come primo estratto dall'album in studio Specchio.

## Video musicale
Il video musicale, diretto da Giorgio Cassano e Bruno Raciti, è stato pubblicato il 4 ottobre 2021 sul canale YouTube di Bomba Dischi.

## Tracce
Testi e musiche di Arianna Del Giaccio.
1. L – 2:39

## Classifiche
| Classifica (2021) | Posizione massima |
| ----------------- | ----------------- |
| Italia            | 50                |